# Corona 77
Corona 77 – również OPS 3467, CORONA 1003 – niedoszły amerykański satelita rozpoznawczy. Był to statek serii Keyhole-4A tajnego programu CORONA. Jego zadaniem było wykonanie wywiadowczych zdjęć Ziemi, jednak start satelity nie powiódł się.
Start 24 marca 1964 (godz. 22:22:48 GMT), z kosmodromu Point Arguello zakończył się niepowodzeniem. Rakieta Thor SLV-2A Agena D uległa zniszczeniu wraz z ładunkiem.
Start oznaczono w katalogach COSPAR/SATCAT: 1964-F04/F00282.